# تيم كريستيان
تيم كريستيان (بالإنجليزية: Tim Christian)‏ هو مجدف كندي، ولد في 30 أكتوبر 1960 في كينيل في كندا.

## وصلات خارجية
- تيم كريستيان على موقع الاتحاد الدولي للتجديف (الإنجليزية)
- تيم كريستيان على موقع اللجنة الأولمبية الدولية (الإنجليزية)
- تيم كريستيان على موقع أوليمبيديا (الإنجليزية)